# Нојхаузен (Шпреја)
Нојхаузен (њем. Neuhausen/Spree) град је у њемачкој савезној држави Бранденбург. Једно је од 30 општинских средишта округа Шпре-Најсе. Према процјени из 2010. у граду је живјело 5.386 становника. Посједује регионалну шифру (AGS) 12071301.

## Географски и демографски подаци
Нојхаузен се налази у савезној држави Бранденбург у округу Шпре-Најсе. Град се налази на надморској висини од 83 метра. Површина општине износи 133,9 km². У самом граду је, према процјени из 2010. године, живјело 5.386 становника. Просјечна густина становништва износи 40 становника/km².